# ダレル・メイ
ダレル・ケビン・メイ（Darrell Kevin May, 1972年6月13日 - ）は、アメリカ合衆国カリフォルニア州出身の元プロ野球選手（投手）。

## 経歴
1992年のMLBドラフト46巡目でアトランタ・ブレーブスに指名された。1995年にメジャー初昇格し、1996年にピッツバーグ・パイレーツに移籍するが、シーズン途中でカリフォルニア・エンゼルスに移籍した。
1998年シーズン開幕直前の3月28日（日本時間3月29日）に、阪神タイガースが獲得を発表した。6月6日の横浜ベイスターズ戦（札幌円山球場）で日本初勝利を挙げた。
阪神では先発ローテーションに定着し、安定したピッチングを見せたが、打線の援護が乏しく2年間でわずか10勝に終わった。1999年5月29日の東京ドームでの読売ジャイアンツ戦で、松井秀喜に死球を与えたが、松井は怒りの表情でバットを放り投げ、メイに2、3歩歩み寄った際、球審に止められてその場でうずくまった。普段は死球を受けても感情を露わにしない松井が激昂するという珍しい行為によって、球場全体がどよめき、試合後の松井は『あれは絶対故意に違いない』とコメントしている。その後松井は同試合でサヨナラ三塁打を放った。松井とは後に巨人・ニューヨーク・ヤンキースでチームメイトとなった。
1999年7月18日の巨人戦（甲子園）では、1点ビハインドの6回表二死二塁で、高橋由伸がファーストゴロを打った際、ベースカバーに走ったが、ベースを踏んでないためにセーフとされ、抗議したメイは審判の杉永政信の胸を突き、暴力行為で退場となった。抗議をしている間に二塁走者が生還してしまい、この失点が響いて阪神は2対3と競り負けた。暴力行為により2週間の謹慎処分が下されたが、謹慎期間中に恋人と歯の治療を兼ねたグアム旅行に行っていたことが発覚し、野村克也監督と対立した。メイは「あの監督は勝てば自分の手柄、負ければ選手の責任」と痛烈に野村を批判したコメントを報道陣に配布して反論した。なお、ビラを撒いたと一部メディアで報道されたが、実際には自分の主張を綴ったプリントを英語の分かる記者に渡したところ、他の記者も欲しいと言い出したのでコピーして配布したということである。これを受けて、球団より罰金1200万円と無期限謹慎処分を言い渡され帰国。シーズン途中の8月12日に事実上の退団が決定し自由契約となったが、3年連続で優勝を逃し、左腕の先発投手の補強を進めていた巨人からオファーを受け、契約金と年俸を含めて1億5000万円という阪神時代の4200万円からの大幅アップで、12月17日に巨人へ移籍した。移籍した際には、「野村監督とのことはもう終わったこと。いつまでもわだかまりは持ちたくない。あとはマウンドで答えを出すだけ」とコメントした。
巨人移籍後の2000年は、6月7日の阪神戦（東京ドーム）で、元チームメイトの和田豊が3回続けて打席を外した際、和田の頭部付近に投球し問題になった。退場処分にはならなかったが、10日間の出場停止と罰金が科せられた。ヒーローインタビューでは「（打席外しは）2回くらいなら我慢する。3回やられたなら、わざとやられても仕方がない」と語り、記者の取材には「to him（彼を狙った）」と答えている。
この件に関しては「to him」の発言を引き出した記者が、「投球動作に入っていたので、打者に投げただけ」（to him）という発言を、各社が「打者に狙って投げた」（at him）と誤訳したものだと後に釈明している。「『狙って』なら『to』ではなく『at』を使うはず」だという。
この年は12勝を挙げる活躍で、巨人のリーグ優勝・日本一に貢献し、翌2001年も10勝と、2年間で22勝を挙げた。
2001年11月22日、球団にメジャー復帰を直訴し、退団した。12月17日にカンザスシティ・ロイヤルズと契約し、2003年には10勝を挙げ、チームの勝ち頭となった。
翌2004年は一転19敗を喫し、チームおよびアメリカンリーグの負け頭となった。2005年にサンディエゴ・パドレスに移籍し、同年7月2日にニューヨーク・ヤンキースに移籍。
2006年はシンシナティ・レッズ傘下のAAA級ルイビルでプレーし、同年限りで現役引退した。
引退後は大学野球のコーチを務めた。

## 人物
阪神に恨みを抱いているイメージが強いが、2003年に阪神がリーグ優勝した際はデイリースポーツに祝福のコメントを寄せていた。チームメイトとの関係も良好で、特に藪恵壹と仲が良いことを本人が明かしている。
阪神時代に札幌円山球場にて初勝利を挙げたが、巨人時代にも同球場にて勝利を挙げている。因みに、後者の勝利した試合（2000年7月11日：巨人-広島・15回戦）では当時同僚の清原和博がプロ入り通算400号を達成した。また、翌2001年には札幌ドームの公式戦初開催（こけら落とし）の開幕投手を務めた（6月26日：巨人-中日・16回戦）。この初開催試合（=第1試合）の初回（=1回表）の初球（=1球目）は、本塁打（=第1号本塁打）となった（打者は当時、中日ドラゴンズの1番打者を担当した背番号1の福留孝介）。このように、2球団を通じて北海道遠征で先発を務めた試合は記念や節目になっており、3試合いずれもチームは勝利している。
ロージンバッグを触った後、掌に唾を吐く癖があった。相手チームから「スピットボール（不正投球）にあたり、反則行為ではないか」と指摘されたこともあり、しばしば審判から注意を受けていたが、メイ本人は全く気にする素振りを見せず止めることはなかった。
2020年2月13日に野村克也の訃報を受けて「野村さんのご家族の皆さんに、謹んで哀悼の意を表します。どうか安らかにお眠りください」とコメントした。
浮き沈みの激しい性格であった。この性格が起因しているせいもあってか、日本プロ野球界においては勝利数や奪三振数を重ねる一方で、相手打者に球種を読まれ、安打や本塁打を打たれることも多かった。上記のように、札幌ドームのこけら落としでは歴史的な第1球を本塁打にされたが、福留はメイの性格から初球は絶対に直球を投げると読んでいたそう（セレモニーのため、試合が5分遅れて開始）。

## 詳細情報

### 年度別投手成績
| 年 度    | 球 団    | 登 板 | 先 発 | 完 投 | 完 封 | 無 四 球 | 勝 利 | 敗 戦 | セ 丨 ブ | ホ 丨 ル ド | 勝 率 | 打 者 | 投 球 回 | 被 安 打 | 被 本 塁 打 | 与 四 球 | 敬 遠 | 与 死 球 | 奪 三 振 | 暴 投 | ボ 丨 ク | 失 点 | 自 責 点 | 防 御 率 | W H I P |
| -------- | -------- | ----- | ----- | ----- | ----- | -------- | ----- | ----- | -------- | ----------- | ----- | ----- | -------- | -------- | ----------- | -------- | ----- | -------- | -------- | ----- | -------- | ----- | -------- | -------- | ------- |
| 1995     | ATL      | 2     | 0     | 0     | 0     | 0        | 0     | 0     | 0        | --          | ----  | 21    | 4.0      | 10       | 0           | 0        | 0     | 0        | 1        | 0     | 0        | 5     | 5        | 11.25    | 2.50    |
| 1996     | PIT      | 5     | 2     | 0     | 0     | 0        | 0     | 1     | 0        | --          | .000  | 47    | 8.2      | 15       | 5           | 4        | 0     | 1        | 5        | 0     | 0        | 10    | 9        | 9.35     | 2.19    |
| 1996     | CAL ANA  | 5     | 0     | 0     | 0     | 0        | 0     | 0     | 0        | --          | ----  | 13    | 2.2      | 3        | 1           | 2        | 0     | 0        | 1        | 0     | 0        | 3     | 3        | 10.12    | 1.88    |
| '96計    | CAL ANA  | 10    | 2     | 0     | 0     | 0        | 0     | 1     | 0        | --          | .000  | 60    | 11.1     | 18       | 6           | 6        | 0     | 1        | 6        | 0     | 0        | 13    | 12       | 9.53     | 2.12    |
| 1997     | CAL ANA  | 29    | 2     | 0     | 0     | 0        | 2     | 1     | 0        | --          | .667  | 234   | 51.2     | 56       | 6           | 25       | 2     | 0        | 42       | 2     | 0        | 31    | 30       | 5.23     | 1.57    |
| 1998     | 阪神     | 21    | 21    | 1     | 1     | 0        | 4     | 9     | 0        | --          | .308  | 563   | 129.2    | 122      | 12          | 55       | 3     | 6        | 94       | 2     | 0        | 55    | 50       | 3.47     | 1.37    |
| 1999     | 阪神     | 18    | 18    | 0     | 0     | 0        | 6     | 7     | 0        | --          | .462  | 471   | 112.1    | 101      | 17          | 38       | 0     | 4        | 113      | 4     | 1        | 56    | 53       | 4.25     | 1.24    |
| 2000     | 巨人     | 24    | 24    | 3     | 3     | 0        | 12    | 7     | 0        | --          | .632  | 621   | 155.1    | 123      | 19          | 40       | 0     | 3        | 165      | 7     | 0        | 52    | 51       | 2.95     | 1.05    |
| 2001     | 巨人     | 26    | 26    | 1     | 0     | 1        | 10    | 8     | 0        | --          | .556  | 669   | 159.0    | 160      | 24          | 45       | 7     | 5        | 168      | 6     | 1        | 74    | 73       | 4.13     | 1.29    |
| 2002     | KC       | 30    | 21    | 2     | 1     | 1        | 4     | 10    | 0        | 0           | .286  | 579   | 131.1    | 144      | 28          | 50       | 3     | 1        | 95       | 2     | 0        | 83    | 78       | 5.35     | 1.48    |
| 2003     | KC       | 35    | 32    | 2     | 1     | 0        | 10    | 8     | 0        | 0           | .556  | 868   | 210.0    | 197      | 31          | 53       | 1     | 2        | 115      | 5     | 0        | 98    | 88       | 3.77     | 1.19    |
| 2004     | KC       | 31    | 31    | 3     | 1     | 0        | 9     | 19    | 0        | 0           | .321  | 832   | 186.0    | 234      | 38          | 55       | 4     | 2        | 120      | 2     | 0        | 130   | 116      | 5.61     | 1.55    |
| 2005     | SD       | 22    | 8     | 0     | 0     | 0        | 1     | 3     | 0        | 0           | .250  | 264   | 59.1     | 73       | 10          | 20       | 1     | 0        | 32       | 0     | 0        | 38    | 37       | 5.61     | 1.57    |
| 2005     | NYY      | 2     | 1     | 0     | 0     | 0        | 0     | 1     | 0        | 0           | .000  | 38    | 7.0      | 14       | 4           | 3        | 0     | 0        | 3        | 0     | 0        | 13    | 13       | 16.71    | 2.43    |
| '05計    | NYY      | 24    | 9     | 0     | 0     | 0        | 1     | 4     | 0        | 0           | .200  | 302   | 66.1     | 87       | 14          | 23       | 1     | 0        | 35       | 0     | 0        | 51    | 50       | 6.78     | 1.66    |
| MLB：7年 | MLB：7年 | 161   | 97    | 7     | 3     | 1        | 26    | 43    | 0        | 0           | .377  | 2896  | 660.2    | 746      | 123         | 212      | 11    | 6        | 414      | 11    | 0        | 411   | 379      | 5.16     | 1.45    |
| NPB：4年 | NPB：4年 | 89    | 89    | 5     | 4     | 1        | 32    | 31    | 0        | --          | .508  | 2324  | 556.1    | 506      | 72          | 178      | 10    | 18       | 540      | 19    | 2        | 237   | 227      | 3.67     | 1.23    |

- 各年度の太字はリーグ最高
- CAL（カリフォルニア・エンゼルス）は、1997年にANA（アナハイム・エンゼルス）に球団名を変更

### 表彰
- JA全農Go・Go賞：1回（最多奪三振賞：1999年5月）

### 記録
NPB投手記録
- 初登板・初先発：1998年5月24日、対横浜ベイスターズ8回戦（阪神甲子園球場）、5回3失点
- 初奪三振：同上、2回表に畠山準から
- 初勝利・初完投勝利・初完封勝利：1998年6月6日、対横浜ベイスターズ9回戦（札幌市円山球場）

NPB打撃記録
- 初安打：1998年7月28日、対広島東洋カープ14回戦（阪神甲子園球場）、3回裏に佐々岡真司から左翼線二塁打
- 初打点：1999年7月13日、対横浜ベイスターズ14回戦（阪神甲子園球場）、4回裏に三浦大輔から遊撃ゴロの間に記録

その他の記録
- オールスターゲーム出場：1回（2000年）

### 背番号
- 34（1995年、2003年 - 2005年途中）
- 61（1996年 - 同年途中）
- 21（1996年途中 - 同年終了）
- 22（1997年）
- 69（1998年 - 1999年）
- 42（2000年 - 2001年）
- 31（2002年）
- 46（2005年途中 - 同年終了）